# الفسحة: انتهاء الدراسة
الفسحة: إنتهاء الدراسة (بالإنجليزية: Recess: School's Out)‏ هو فيلم كوميدي أمريكي للرسوم المتحركة لعام 2001 يستند إلى مسلسل ديزني التلفزيوني الفسحة ، ويضم أصوات أندرو لورانس وريكي دي شون كونيلز وجايسون ديفيس وأشلي جونسون وكورتلاند ميد وباميلا أدلون ودابني كولمان وميليسا جوان هارت وأبريل ينتشل ، وجيمس وودز.

## قصة
مع اقتراب نهاية عام دراسي طويل ومرهق ، يتطلع تيودور جاسبر إلى قضاء إجازته لفترة من الراحة والمتعة التي يستحقها. ومع ذلك ، فإن خططه تنفجر عندما يكتشف أن جميع أصدقائه يغادرون إلى المخيم الصيفي وأنه سيكون بمفرده طوال الصيف. في أحد الأيام ، بينما كان يتجول بالدراجة في المدرسة المهجورة ، اكتشف ضوءًا أخضر غامضًا. قرر ثيودور جاسبر ، الذي سخر منه الآباء والشرطة ، اللجوء إلى المخرج الوقح بريكلي ، الذي يأخذه على محمل الجد. ولكن عندما يختفي المخرج وسط زوبعة من الكهرباء وهو يمر عبر البوابة ، يضطر ثيودور جاسبر إلى الاتصال بأصدقائه سبينيلي وميكي وفينس وجريتشين وجوس للعودة من المخيم لمحاولة حل اللغز.

## روابط خارجية
- الفسحة: انتهاء الدراسة على موقع IMDb (الإنجليزية)
- الفسحة: انتهاء الدراسة على موقع روتن توميتوز (الإنجليزية)
- الفسحة: انتهاء الدراسة على موقع نتفليكس (الإنجليزية)
- الفسحة: انتهاء الدراسة على موقع قاعدة بيانات الأفلام العربية
- الفسحة: انتهاء الدراسة على موقع ألو سيني (الفرنسية)
- الفسحة: انتهاء الدراسة على موقع Turner Classic Movies (الإنجليزية)
- الفسحة: انتهاء الدراسة على موقع أول موفي (الإنجليزية)
- الفسحة: انتهاء الدراسة على موقع بوكس أوفيس موجو (الإنجليزية)
- الفسحة: انتهاء الدراسة على موقع فيلمافينيتي (الإسبانية)
- الفسحة: انتهاء الدراسة على موقع قاعدة بيانات الفيلم (الإنجليزية)